# Garota de Ipanema
Pistes de Getz/Gilberto
Doralice
Garota de Ipanema, également connue sous son titre anglais The Girl from Ipanema (« La Fille d'Ipanema »), est une chanson de bossa nova et probablement la plus célèbre du genre. Elle fit un tube mondial dans les années 1960 (Grammy Award de meilleur disque de l'année en 1965). Elle a été écrite en 1962 par Antônio Carlos Jobim pour la musique et par Vinícius de Moraes pour les paroles brésiliennes originales.

## Histoire
À l'origine, Vinícius de Moraes fit une version différente de cette chanson, ayant pour nom Menina que Passa, dont les paroles étaient :
Vinha cansado de tudo, de tantos caminhos
Tão sem poesía, tão sem passarinhos
Com medo da vida, com medo de amar.
Quando na tarde vazia, tão linda no espaço
Eu vi a menina que vinha num passo
Cheio de balanço caminho do mar.
Elle avait été composée pour une comédie musicale, Dirigível (Blimp), sur laquelle Tom et Vinícius travaillaient. Mais aucun des deux auteurs n'était satisfait de cette version.
Le texte définitif de la chanson est inspiré par une jeune fille de 17 ans, Heloísa Eneida Menezes Pais Pinto — plus connue sous le nom de Helô Pinheiro (née en 1945) — qui vivait à Ipanema, quartier chic de Rio de Janeiro. Elle passait chaque jour, pour aller à la plage, devant le bar Veloso (plus tard, Garota de Ipanema) dont Tom et Vinícius étaient des habitués, s'y arrêtant parfois pour acheter des cigarettes à sa mère.
Olha que coisa mais linda, mais cheia de graça
É ela a menina que vem e que passa
 Num doce balanço caminho do mar.
Moça do corpo dourado, do sol de Ipanema
O seu balançado é mais que um poema
é a coisa mais linda que eu já vi passar.
Dans le livre Revelação: a verdadeira Garota de Ipanema, Vinícius de Moraes la décrit comme « le paradigme de la Carioca à l'état brut : une fille bronzée, entre la fleur et la sirène, pleine de lumière et de grâce mais avec un fond de tristesse, aussi portait-elle en elle, sur le chemin de la mer, le sentiment de ce qui passe, d'une beauté qui n'est pas seulement nôtre — c'est un don de la vie que son bel et mélancolique sac et ressac permanent. » Depuis, le nom de « Vinícius de Moraes » a été donné à la rue Montenegro où vivait Heloísa Pinheiro, et le café Veloso s'appelle A Garota de Ipanema. Le nom de la chanson a aussi été donné à un jardin public des environs où un concert a été organisé en 1989 avec de grands noms de la bossa nova comme Roberto Menescal, Carlos Lyra, Caetano Veloso, Gilberto Gil, et Joyce Moreno.

## Postérité musicale
L'album Um encontro no Au bon gourmet (Doxy Records, 2015) contient le tout premier enregistrement sonore de cette chanson, entonnée à deux reprises et à l'unisson par João Gilberto, Antônio Carlos Jobim et Vinícius de Moraes. La version bilingue comprenant les paroles anglaises de Norman Gimbel sous lesquelles la chanson est connue à l'extérieur du Brésil ont été ajoutées en 1963, notamment pour l'une des versions les plus connues dans laquelle João Gilberto, commence à chanter en portugais et Astrud Gilberto reprend ensuite en anglais, avec Stan Getz au saxophone, sur l'album Getz/Gilberto de 1964.
« Jusqu'à aujourd'hui, le titre a été repris par plus de 300 interprètes et constitue l'un des plus grands succès discographiques du XXe siècle » souligne l'historien Ludovic Tournès en 2008. Le premier enregistrement commercial, par Pery Ribeiro, date de 1962. La chanson a régulièrement été utilisée dans des films, mais souvent comme cliché de musique d'ascenseur. En 2003, João Gilberto a essayé d'en interdire l'utilisation pour la publicité d'une marque de frites, sans succès.
C'est l'une des chansons les plus enregistrées au monde, avec plusieurs centaines de versions. Une version française, La fille d'Ipanema, est écrite par Eddy Marnay et chantée par Jean Sablon
puis  Jacqueline François, Nana Mouskouri, Richard Anthony, Lio, Nicole Martin (album Cocktail Lounge), etc.. Ce titre ouvre les portes des studios américains aux musiciens brésiliens, et a également changé l'image de la musique brésilienne, considérée longtemps comme une musique de danse et qui, avec cette chanson, « va entrer dans le monde du jazz, les festivals et les salles de concert réputées, notamment en France, ».
La reprise de Stan Getz, João Gilberto et Astrud Gilberto reçoit en 2000 le Grammy Hall of Fame Award. En 2004, elle est inscrite au registre national des enregistrements (National Recording Registry) de la bibliothèque du Congrès à Washington.

## Autres interprètes notables
Version chantée : Oleta Adams, Lúcio Alves, Gabriela Anders (en), Little Anthony and the Imperials, Shirley Bassey, Tony Bennett, Andrea Bocelli, Michael Bolton (2006), Dennis Brown (1995), Ana Caram (pt), Os Cariocas, Cher, Classics IV, Nat King Cole, Gal Costa, Maria Creuza, Pauline Croze, Vic Damone, Sammy Davis, Jr. (1965), Sacha Distel (1964), Eliane Elias, Dick Farney, Ella Fitzgerald, The Four Tops, Connie Francis, Gilberto Gil, Bebel Gilberto, John Holt (1973), Lena Horne, Eartha Kitt, Diana Krall, Nara Leão, Peggy Lee, Julie London, Lucero, Los Machucambos, Henry Mancini, Mariza, Johnny Mathis, Chris Montez, Joyce Moreno, Olivia Ong, Lisa Ono, Jarabe de Palo, Rosa Passos, Esther Phillips, John Pizzarelli, Pizzicato Five, Lou Rawls, Nuno Resende, Emílio Santiago, The Shadows (1965), Frank Sinatra (1967), Claudette Soares, Elza Soares, Barbra Streisand, Claudia Telles (pt), Tamba Trio (pt), Toquinho, Trio Esperança (1995), Caterina Valente, Sarah Vaughan, Caetano Veloso, Dionne Warwick (1964), Andy Williams, Nancy Wilson, Amy Winehouse, Stevie Wonder.
Version instrumentale : Howard Alden, Laurindo Almeida, Herb Alpert, Stanley Black, Charlie Byrd, Richard Clayderman, Buddy Collette, Ray Conniff, Martin Denny, Eumir Deodato, João Donato, Teddy Edwards, Herb Ellis, Percy Faith, Boulou Ferré, Clare Fischer, Kenny G, Erroll Garner, Jackie Gleason, Vince Guaraldi, Al Hirt, Barney Kessel, Lee Konitz, Ottmar Liebert, Paul Mauriat, Sérgio Mendes, Roberto Menescal, Pat Metheny, Houston Person, Oscar Peterson, Jean-Luc Ponty & Stéphane Grappelli, Baden Powell, George Shearing, Archie Shepp, Sivuca, Johnny Smith, Zoot Sims, Walter Wanderley, Roger Williams, Helmut Zacharias.

## Dans la culture
Sauf indication contraire ou complémentaire, les informations mentionnées dans cette section proviennent du générique de fin de l'œuvre audiovisuelle présentée ici.
- 2017 : Le Sens de la fête d'Olivier Nakache et Éric Toledano - musique additionnelle